# Трстена (Косовска Каменица)
Трстена (алб. Tërstenë) је насеље у општини Косовска Каменица, Косово и Метохија, Република Србија.

## Становништво
| Демографија | Демографија | Демографија |
| Година      | Становника  | Становника  |
| ----------- | ----------- | ----------- |
| 1948.       | 389         |             |
| 1953.       | 396         |             |
| 1961.       | 394         |             |
| 1971.       | 474         |             |
| 1981.       | 482         |             |
| 1991.       | 422         |             |